# Holophryxus acanthephyrae
Holophryxus acanthephyrae är en kräftdjursart som beskrevs av Knud Hensch Stephensen 1913. Holophryxus acanthephyrae ingår i släktet Holophryxus och familjen Dajidae.
Artens utbredningsområde är havet utanför Grönland. Inga underarter finns listade i Catalogue of Life.